# Ultraman (serie televisiva)
Ultraman (ウルトラマン - 空想特撮シリーズ?, Urutoraman - Kūsō tokusatsu shirīzu) è una serie televisiva di fantascienza giapponese del 1966 parte della serie Ultra, con protagonista l'omonimo personaggio.

## Trama
Ultraman, un componente della “Guarnigione degli Ultra”, è in missione per scortare il mostro Bemular al Cimitero Spaziale quando, nelle vicinanze del pianeta Terra, un'astronave della Pattuglia Scientifica, incaricata di vegliare sulla sicurezza del pianeta e combattere mostri preistorici che si risvegliano e minacciano il mondo, entra in collisione con la sfera-prigione del mostro spaziale. L'incidente libererà Bemular che riuscirà a rifugiarsi sulla Terra dopo aver ucciso il pilota dell'astronave terrestre, Hayata. L'Ultra di scorta, però, non riesce ad accettare la morte del “collega” terrestre, così decide di fondersi con lui in un unico corpo per riportarlo in vita. Da questo momento, grazie alla “Beta Capsule”, affidatagli dall'Ultra, l'umano può trasformarsi in Ultraman e assumere le sembianze del poliziotto galattico per difendere la Terra da ogni possibile minaccia aliena.
Ma nell'ultimo episodio, Ultraman viene sconfitto e ridotto in fin di vita dal mostro Zetton che viene successivamente distrutto da un'arma miracolosa inventata da Ide, un membro della pattuglia scientifica.
Improvvisamente compare Ultraman Zoffy, il capitano della Guarnigione degli Ultra che separa Hayata da Ultraman e riporta quest'ultimo sano e salvo sulla Nebulosa M78, la patria degli Ultraman.

## Personaggi
I mostri della serie sono stati modificati dai costumi della Toho (appartenendo a Eiji Tsuburaya). Essi sono Godzilla per Jirass e Baragon per Neronga.

## Produzione
La serie è composta da 40 episodi (39 + lo speciale prequel) ed è stata prodotta dalla Tsuburaya Productions e trasmessa dalla Tokyo Broadcasting System (TBS) dal 17 luglio 1966 al 9 aprile 1967.

## Trasmissione

### Edizione italiana
In Italia nei primi anni ottanta alcune emittenti televisive private hanno trasmesso parte della prima serie doppiata in italiano. Nell'edizione italiana sono stati doppiati soltanto 26 dei 39 episodi originali.
L'edizione italiana di Ultraman venne curata dalla New Mark Film S.a.s., una società di Milano mentre le trasmissioni si ebbero su alcune TV locali dai primi anni ottanta.

## Episodi
| Nº | Titolo italiano Giapponese 「Kanji」 - Rōmaji                               | In onda           | In onda |
| Nº | Titolo italiano Giapponese 「Kanji」 - Rōmaji                               | Giapponese        |         |
| 1  | Ultraman l'invincibile 「ウルトラ作戦第一号」 - Urutora Sakusen Dai Ichigō  | 17 luglio 1966    |         |
| 2  | Ultraman e gli invasori dello spazio 「侵略者を撃て」 - Shinryakusha o Ute  | 24 luglio 1966    |         |
| 3  | Il fiume sotterraneo 「科特隊出撃せよ」 - Katokutai Shutugeki seyo          | 31 luglio 1966    |         |
| 4  | La scia che uccide 「大爆発五秒前」 - Dai Bakuhatsu Gobyō Mae               | 7 agosto 1966     |         |
| 5  | Il fiore assassino 「ミロガンダの秘密」 - Miroganda no Himitsu              | 14 agosto 1966    |         |
| 6  | Guesra il mostro 「沿岸警備命令」 - Engan Keibi Meirei                      | 21 agosto 1966    |         |
| 7  | Città del deserto 「バラージの青い石」 - Barāji no Aoi Ishi                 | 28 agosto 1966    |         |
| 8  | L'isola dei mostri 「怪獣無法地帯」 - Kaijū Muhō Chitai                     | 4 settembre 1966  |         |
| 9  | Gabora il mostro radioattivo 「電光石火作戦」 - Denkōsekka Sakusen          | 11 settembre 1966 |         |
| 10 | Keerah il mostro del lago 「謎の恐竜基地」 - Nazo no Kyōryū Kichi           | 18 settembre 1966 |         |
| 11 | La pietra vivente 「宇宙から来た暴れん坊」 - Uchū kara Kita Abarenbō        | 25 settembre 1966 |         |
| 12 | Il ritorno della mummia 「ミイラの叫び」 - Miira no Sakebi                  | 2 ottobre 1966    |         |
| 13 | Petrolio in fiamma 「オイルSOS」 - Oiru Esu Ō Esu                           | 9 ottobre 1966    |         |
| 14 | Il mistero delle perle 「真珠貝防衛指令」 - Shinjugai Bōei Shirei           | 16 ottobre 1966   |         |
| 15 | I disegni viventi 「恐怖の宇宙線」 - Kyōfu no Uchūsen                       | 23 ottobre 1966   |         |
| 16 | L'invasione dei beltani 「科特隊宇宙へ」 - Katokutai Uchū e                 | 30 ottobre 1966   |         |
| 17 | La quarta dimensione 「無限へのパスポート」 - Mugen e no Pasupōto           | 6 novembre 1966   |         |
| 18 | Ultraman contro ultraman 「遊星から来た兄弟」 - Yūsei kara Kita Kyōdai      | 13 novembre 1966  |         |
| 19 | Il mistero della capsula 「悪魔はふたたび」 - Akuma wa Futatabi             | 20 novembre 1966  |         |
| 20 | La vendetta del mostro Hydra 「恐怖のルート87」 - Kyōfu no Rūto Hachijūnana | 27 novembre 1966  |         |
| 21 | La nebbia che uccide 「噴煙突破せよ」 - Fun'en Toppa seyo                   | 4 dicembre 1966   |         |
| 22 | Ultraman al centro della terra 「地上破壊工作」 - Chijō Hakai Kōsaku        | 11 dicembre 1966  |         |
| 23 | Il razzo invisibile 「故郷は地球」 - Kokyō wa Chikyū                        | 18 dicembre 1966  |         |
| 24 | Il pesce abominevole 「海底科学基地」 - Kaitei Kagaku Kichi                 | 25 dicembre 1966  |         |
| 25 | Ultraman contro la cometa 「怪彗星ツイフォン」 - Kai Susei Tsuifon          | 1º gennaio 1967   |         |
| 26 | Il re dei Mostri (1 parte) 「怪獣殿下 前篇」 - Kaijū Denka Zenpen           | 8 gennaio 1967    |         |
| 27 | Il re dei Mostri (2 parte) 「怪獣殿下 後篇」 - Kaijū Denka Kōhen            | 15 gennaio 1967   |         |
| 28 | L'apparizione di Dada 「人間標本5・6」 - Ningen Hyōhon Go Roku              | 22 gennaio 1967   |         |
| 29 | Goldon 「地底への挑戦」 - Chitei e no Chōsen                                | 29 gennaio 1967   |         |
| 30 | Mostro Woo 「まぼろしの雪山」 - Maboroshi no Yukiyama                       | 5 febbraio 1967   |         |
| 31 | Keronia la pianta umana 「来たのは誰だ」 - Kita no wa Dare da               | 12 febbraio 1967  |         |
| 32 | Zambolar 「果てしなき逆襲」 - Hateshinaki Gyakushū                          | 19 febbraio 1967  |         |
| 33 | Mephilias 「禁じられた言葉」 - Kinjirareta Kotoba                           | 26 febbraio 1967  |         |
| 34 | Kydon 「空の贈り物」 - Sora no Okurimono                                    | 5 marzo 1967      |         |
| 35 | Seabutz 「怪獣墓場」 - Kaijū Hakaba                                         | 12 marzo 1967     |         |
| 36 | Zaragas 「射つな! アラシ」 - Utsuna! Arashi                                 | 19 marzo 1967     |         |
| 37 | Geronimo 「小さな英雄」 - Chiisana Eiyū                                     | 26 marzo 1967     |         |
| 38 | Saygo e Keela 「宇宙船救助命令」 - Uchūsen Kyūjo Meirei                     | 2 aprile 1967     |         |
| 39 | L'apparizione di Dinosaurz-Ton 「さらばウルトラマン」 - Saraba Urutoraman   | 9 aprile 1967     |         |

## Seguiti
Negli anni seguenti sono state prodotte numerose altre serie tra le quali Ultraseven, Kaettekita Ultraman, Ultraman Ace, Ultraman Taro, Ultraman Leo, Ultraman 80, Ultraman Tiga, Ultraman Dyna, Ultraman Gaia, Ultraman Cosmos, Ultraman Nexus, Ultraman Max, Ultraman Mebius e numerose altre.
Le serie di Ultraman appartengono al franchise di Ultra.
Parallelamente alle serie televisive, nei cinema giapponesi sono stati proiettati numerosi lungometraggi che ampliavano o aggiungevano dettagli alle serie tv in onda in quel periodo.

## Film reboot
Il 18 dicembre 2004 è uscito in Giappone il film Ultraman come parte dell'"Ultra-N Project", un esperimento in tre fasi atto a reinventare la serie per un pubblico più maturo.
Nel 2019, Hideaki Anno e Shinji Higuchi avevano annunciato che avrebbero realizzato un progetto dedicato a Ultraman, intitolato Shin Ultraman. Il primo teaser del film è stato pubblicato online il 28 gennaio 2021. Nel teaser vengono mostrati i protagonisti, il design dei mostri e il protagonista Ultraman. Il film è uscito nelle sale giapponesi il 13 marzo 2022.